# Stay (пісня Tooji)
«Stay» — пісня норвезького співака Tooji, з якою він представлятиме Норвегію на пісенному конкурсі Євробачення 2012 в Баку. За результатами другого півфіналу, який відбувся 24 травня, композиція пройшла до фіналу.

## Чарти
| Чарт (2012)         | Найвища позиція |
| ------------------- | --------------- |
| Норвегія (VG-lista) | 2               |